# Condado de Bowie
O Condado de Bowie é um dos 254 condados do estado norte-americano do Texas. A sede do condado é Boston, e sua maior cidade é Boston.
O condado possui uma área de 2 390 km² (dos quais 90 km² estão cobertos por água), uma população de 89 306 habitantes, e uma densidade populacional de 39 hab/km² (segundo o censo nacional de 2000).
O condado foi criado em 1840.